# Métisse
Métisse (фр. Суміш) — музичний дует, що складається з ірландського музиканта Дейва Саллівана (англ. Dave Sullivan) і івуарійської співачки Аїди Бреду (фр. Aïda Bredou). Група була заснована в 1997 році в Тулузі, Франція. Назва групи французькою означає «суміш», оскільки їх музика — це суміш африканської, кельтської та електронної музики. Тексти пісень часто є поєднанням мав дьюла, англійської та французької.
Гурт мав свій перший успіх із синглом Sousoundé. Другий сингл, Boom Boom Bâ, став титульною піснею у фільмі «Найкращий друг» (2000). Крім того, назва була використана в декількох серіях телесеріалу «Мертві, як я», а також у фільмі до серіалу. Пісня «Nomah's Land» також була використана в телесеріалі «Поверхневий» (The Shallow End), у четвертому епізоді другого сезону.

## Альбоми
My Fault (2000)
1. Sousoundé
2. Sadness
3. Boom Boom Bâ
4. CoCo
5. Pray
6. Fool Inside
7. Azo Azo
8. My Fault
9. Walking Home
10. Aicha
11. Aliguiné

Nomah's Land (2007)
1. Nomah's Land
2. Life
3. Lovers Game
4. In A Way
5. I Love You
6. World Of Our Own
7. The Rain Is Falling
8. Journey To Oasis
9. Take A Left
10. Therapy